# Colby Paul
Colby Paul est un acteur américain, né le 1er juillet 1992  à Los Angeles, aux États-Unis.

## Biographie
Il a commencé sa carrière en 2005 en apparaissant dans plusieurs séries à succès comme NCIS enquête spéciale, Night Stalker, The Comeback, The Bernie Mac Show et Deal. En 2006 il joue dans la série Supernatural ou il est nommé au Young Artist Award (Meilleure performance dans une série télévisée d'une guest star jeune acteur) et reçoit un oscar. L'année suivante il apparaît dans plusieurs séries comme Zip, Union Jackass, Rules of engagements mais surtout dans la mini série pandemic ou il interprète Gil Whitlock, le fils d'un agent du FBI un peu rebelle mais qui à la fin se montre adorable. Son père étant absent, Gil préfère sa mère et volent de l'argent pour l'aider car un virus a Los Angeles a fait beaucoup de victimes mais les scientifiques ont trouvé le remède. À la fin Gil remboursera l'argent qu'il a volé et il vivra heureux avec ses parents. Il joue aussi dans Ghost Whisperer et dans Pushing Daisies ou il obtint pour la seconde fois une nomination au Young Artist Award (Meilleure performance dans une série télévisée d'une guest star jeune acteur) et un second oscar. En 2009 il interprète Brad Elkins dans The Mentalist et est nommé pour la troisième fois consécutives au Young Artist Award (meilleure performance dans une série télévisée d'une guest star jeune acteur) et reçoit son troisième oscar. Il joue également dans Frange et interprète Bully Vulcan dans Star Strek. En 2010 Il joue dans Pretty Little Liars et dans CSI : Crime service investigation.